# Startowisko paralotniowe

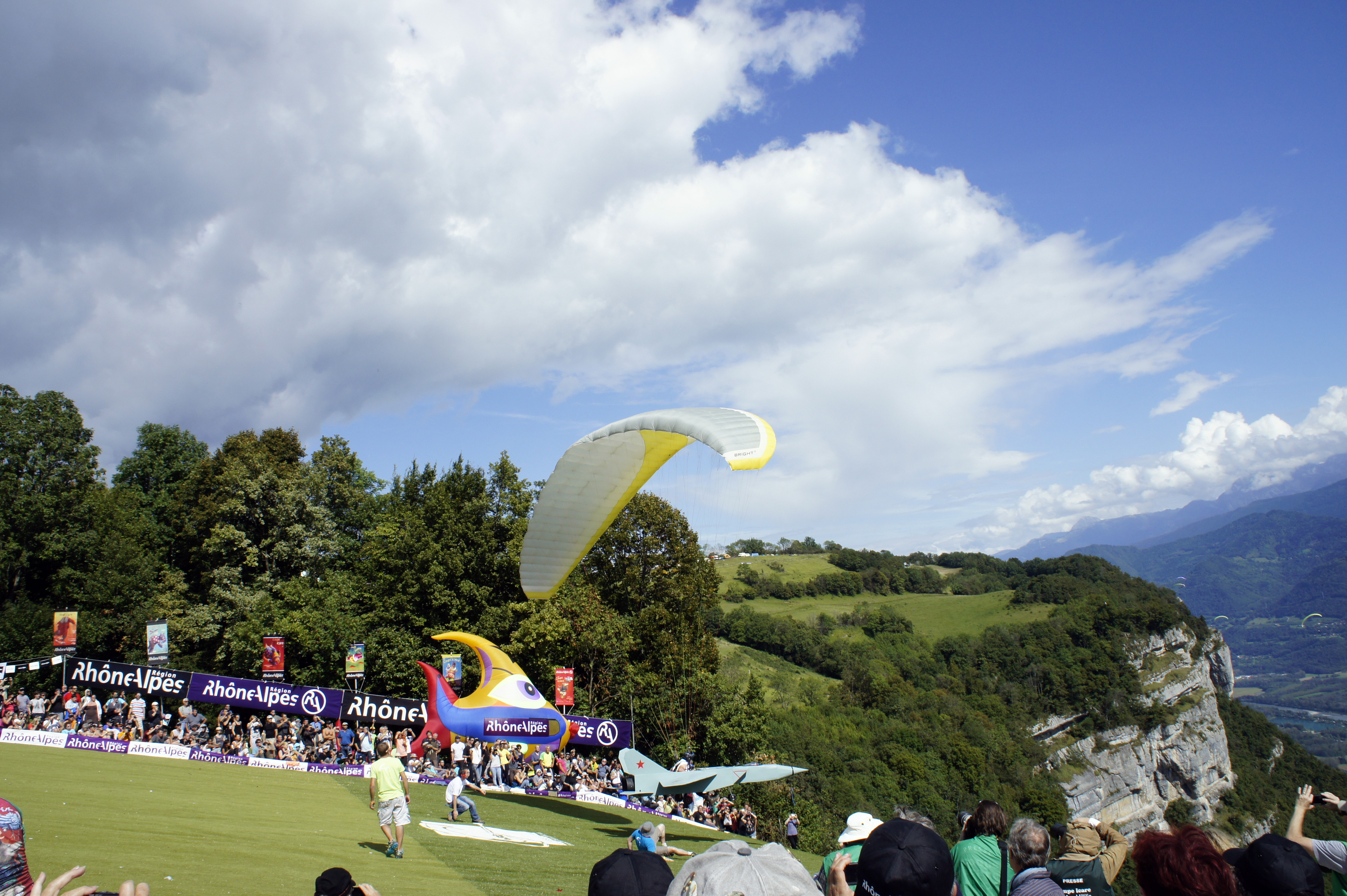
Startowisko paralotniowe

Startowisko paralotniowe – miejsce umożliwiające start paralotni: grawitacyjny lub z napędem. Startowiska dla paralotni latających swobodnie (bez napędu) są zlokalizowane na szczytach gór, jej zboczach lub wysokich brzegach morz (np. klif). Miejsce startu (startowisko) paralotni latających swobodnie może umożliwiać w niektórych wypadkach również starty innych statków powietrznych np. lotni, szybowców lub znacznie rzadziej modeli lotniczych. 

## Startowiska dla paralotni bez napędu
Startowiska dla paralotni latających swobodnie charakteryzują się następującymi cechami: odpowiednie nachylenia zbocza lub klifu oraz wystarczającą deniwelacją (od kilkunastu do kilkuset metrów) oraz korzystnym układem topograficznym przedpola oraz bezpośredniej okolicy. Warunki topograficzne oraz miejscowe (drzewa, przeszkody itp.) powinny gwarantować start niezaburzony przez prądy powietrzne niebezpieczne z powodu układu terenu (rotory), przeszkody oraz inne ograniczenia (na przykład wnikające z podziału przestrzeni powietrznej). Startowisko powinno w sprzyjających warunkach pogodowych możliwość łatwego nawiązania kontaktu z termiką lub (i) noszeń żaglowych lub (i) wykonania zlotu. Jednym z najważniejszych warunków usytuowania bezpiecznego startowiska dla pilotów latających bez napędu jest możliwość bezpiecznego lądowania, co wymusza usytuowania w pobliżu, zwykle poniżej miejsca startu, odpowiedniego terenu.  Tylko niektóre startowiska umożliwiają również lądowanie w miejscu startu.  Startowiska dla paralotni latających swobodnie są wykorzystywane przez pilotów w warunkach odpowiedniego kierunku oraz siły wiatru (zwykle od 0 do 6 m/s).
Na nizinach często organizowane są tzw. starty holowane, w której paralotnia bez napędu startuje z płaskiego terenu ciągnięta liną za pomocą wyciągarki. Hol odbywa się zwykle na pasie długości kilometra lub dwóch. Po osiągnięciu wysokości pozwalającej nawiązać kontakt z termiką lina jest wyczepiana i paralotniarz może latać w wykorzystaniem prądów wznoszących.

## Startowiska dla paralotni z napędem
Zwykle usytuowane na terenach nizinnych. Najczęściej trawiaste łąki, rzadziej pola lub miejsca o utwardzonej nawierzchni o wystarczającej długości i szerokości. Muszą umożliwiać bezpieczny start (brak przeszkód terenowych, napowietrznych linii energetycznych itp.) wznoszenie oraz lądowanie paralotni z napędem(PPG) lub  na specjalnego wózka-trajce (PPGG). Startowiska dla paralotni latających z napędem mogą być także wydzieloną czasowo lub na stałe częścią niewielkich lotnisk lub lądowisk przeznaczonych do startów i lądowań także innych statków powietrznych.

## Wyposażenie startowisk
Startowisko do udanego startu nie wymaga jakiejkolwiek infrastruktury. Dla jego ułatwienia oraz zwiększenia bezpieczeństwa może być wyposażone w jeden lub kilka wskaźników siły i kierunku wiatru. Może to być tzw. rękaw lub prowizorycznie wiązane do gałęzi lub palików odpowiednio długie tasiemki.  W przypadku wykorzystywania startowiska przez pilotów innych startówk powietrznych możliwa jest obecność innej infrastruktury (na przykład tzw. ramp przy startach lotni), która może ułatwiać start także paralotniom.  

## Stan prawny
Status prawny startowisk często jest nieuregulowany. Najczęściej starty z nich odbywają na podstawie umów z właścicielem gruntu. Startowiska mogą stanowić teren prywatny, być częścią terenów państwowych (Lasy Państwowe). Mogą być dzierżawione od instytucji, bywają wykorzystywane przez stowarzyszenia, nieformalne zrzeszenia pilotów. Istnieją również tzw. startowiska dzikie na których starty odbywają się bez wiedzy dysponentów gruntu albo wręcz przy jego sprzeciwie. Podobnie jest w przypadku miejsc lądowania, przy czym tu wiele startowisk nie ma wyznaczonych oficjalnych miejsc lądowania, przede wszystkim z uwagi na szczególne właściwości paralotni, niewymagającej do startu prawie żadnej infrastruktury.  

## Znane startowiska
- Andrzejówka
- Mieroszów[2]
- Wołowa Góra
- Skrzyczne[3]
- Klin
- Róg
- Żar
- Lijak
- Bassano del Grappa
- Straník
- Wołowa Góra

## Inne
Wiele startowisk nie utrzymywanych przez pilotów zarasta krzewami lub drzewami i z czasem bezpieczny start z nich jest niemożliwy. Piloci paralotni poszukują nowych miejsc, gdzie warunku naturalne umożliwiają korzystne warunki do uprawiania paralotniarstwa. Bardziej popularne startowiska są wykorzystywane przez komercyjne szkoły latania oraz pilotów wykonujących komercyjne loty zapoznawcze lub widokowe z pasażerami.  W slangu polskich pilotów paralotni startowiska nazywane są "miejscówkam".